# Sylwester Gąska
Pas d'image ? Cliquez ici

a Compétitions nationales et continentales officielles uniquement.

b Matchs officiels uniquement.
Sylwester Gąska, né le 22 février 2002, est un joueur international polonais de rugby à XV qui évolue au poste de pilier.

## Carrière

### En club
Sylwester Gąska est formé au Edach Budowlani Lublin, il intègre l'équipe senior de ce club en 2020, dans laquelle il joue dix-sept matchs de la saison régulière en Ekstraliga, le championnat de Pologne.
La saison suivante, il est recruté par le club Ogniwo Sopot, club qui évolue aussi en Ekstraliga, il dispute sept matchs avec le Ogniwo Sopot et finit finaliste de l'Ekstraliga, s'inclinant contre Orkan Sochaczew sur le score de 16-17.
Lors de la saison 2022-2023, il a joué six matchs avec l'Ogniwo Sopot et finit une nouvelle fois finaliste de l'Ekstraliga, en s'inclinant cette fois-ci contre le Budo 2011 Aleksandrów Łódzki sur le score de 9-12.
Lors de la saison 2023-2024, il finit second du championnat avec son équipe et à nouveau ils perdent la finale, mais cette fois-ci contre Orkan Sochaczew.

### En sélection
Sylwester Gąska commence sa carrière de joueur international en octobre 2021 avec l'équipe de Pologne des moins de 20 ans contre la Tchéquie pour un match de qualification pour le championnat d'Europe, mais aussi avec l'équipe de Pologne senior dix jours plus tard contre l'Ukraine dans un match comptant pour le Rugby Europe Trophy où il obtient la seconde place avec la Pologne par la suite.
En 2022, il se qualifie et participe avec l'équipe des moins de 20 ans au championnat d'Europe à Lisbonne au Portugal où il finit à la sixième position avec son équipe.
En janvier 2023, il joue un match amical non officiel avec l'équipe de Pologne senior contre l'équipe du pays de Galles à Cardiff et fait ses débuts dans le Championnat d'Europe en février contre la Roumanie à Bucarest et le Portugal dans le Stade national de rugby de Gdynia.

## Palmarès

### En club
- Finaliste de l'Ekstraliga en 2022, 2023 et 2024 avec l'Ogniwo Sopot.

### En sélection
| Édition                   | Rang    | Résultats Pologne | Matchs Gąska |
| ------------------------- | ------- | ----------------- | ------------ |
| Championnat d'Europe 2022 | Sixième | 1 v, 0 n, 2 d     | 3/3          |

| Édition                        | Rang     | Résultats Pologne | Matchs Gąska |
| ------------------------------ | -------- | ----------------- | ------------ |
| Rugby Europe Trophy 2022       | 2        | 4 v, 0 n, 1 d     | 3/5          |
| Rugby Europe Championship 2023 | Huitième | 1 v, 0 n, 4 d     | 2/5          |